# Jakub Berman
Jakub Berman (Varsovia, 26 de diciembre de 1901 - Varsovia, 10 de abril de 1984) fue un destacado comunista polaco durante la Segunda República de Polonia (antes de la Segunda Guerra Mundial). En la República Popular Polaca, fue miembro del Politburó del Partido Obrero Unificado Polaco, partido único del régimen comunista. Berman estaba a cargo del Ministerio de Seguridad Pública y era considerado la mano derecha de Iósif Stalin en Polonia.
Jakub Berman era judío —había nacido en el seno de una familia judía de clase media de Varsovia—. Según Michel Wieviorka, la posición preeminente que ocupó Berman en el Estado comunista polaco se debió a la estrategia seguida por los regímenes comunistas implantados por Moscú de «instalar en puestos muy visibles y de gran exposición a judíos, claramente identificables como tales por la población [como era el caso de Berman], lo cual permitía, en caso de tensiones o dificultades sociales, desviar la atención hacia esos responsables y convertirlos en chivos expiatorios de la ira popular», instrumentalizando así el antisemitismo existente en el Este de Europa.